# Liste der Straßen in Hamburg-Marmstorf

Lage von Hamburg-Marmstorf in Hamburg und im Bezirk Hamburg-Harburg (hellrot)

Die Liste der Straßen in Hamburg-Marmstorf ist eine Übersicht der im Hamburger Stadtteil Marmstorf vorhandenen Straßen, Plätze und Brücken. Sie ist Teil der Liste der Verkehrsflächen in Hamburg.

## Überblick
In Marmstorf (Ortsteilnummer 709) leben 9262 Einwohner (Stand: 31. Dezember 2023) auf 5,8 km². Marmstorf liegt im Postleitzahlenbereich 21077.
In Marmstorf gibt es 80 benannte Verkehrsflächen.
Rund um die Straße Krönenbarg liegt eine Motivgruppe mit alten Marmstorfer Hofnamen:
Ekelshofweg, Flüggenhofstieg, Karnhofstieg, Kassenhofweg, Kauershofweg, Mattenhofstieg, Meinshofstieg, Snittershofstieg und Wittenhofstieg.
Eine weitere Motivgruppe mit den Namen von Teilen niedersächsischer Bauernhäuser ist örtlich nicht begrenzt:
Am Diggen, Blangendöör, Flett, Haanbalken, In de Bans, Ulenlock und Up den Wiemen.
Eine dritte Motivgruppe beim Marmstorfer Weg benennt Sagen- und Märchengestalten:
Elfenwiese, Koboldweg, Nixenstieg und Nymphenweg. Thematisch gehört hierzu auch der Märchenweg.

## Übersicht der Straßen
Die nachfolgende Tabelle gibt eine Übersicht über alle benannten Verkehrsflächen – Straßen, Plätze und Brücken – im Stadtteil sowie einige dazugehörige Informationen. Im Einzelnen sind dies:
- Name/Lage: aktuelle Bezeichnung der Straße, des Platzes oder der Brücke. Über den Link (Lage) kann die Straße, der Platz oder die Brücke auf verschiedenen Kartendiensten angezeigt werden. Die Geoposition gibt dabei ungefähr die Mitte an. Bei längeren Straßen, die durch zwei oder mehr Stadtteile führen, kann es daher sein, dass die Koordinate in einem anderen Stadtteil liegt.
- Straßenschlüssel: amtlicher Straßenschlüssel, bestehend aus einem Buchstaben (Anfangsbuchstabe der Straße, des Platzes oder der Brücke) und einer dreistelligen Nummer.
- Länge/Maße in Metern:
Hinweis: Die in der Übersicht enthaltenen Längenangaben sind nach mathematischen Regeln auf- oder abgerundete Übersichtswerte, die im Digitalen Atlas Nord[1] mit dem dortigen Maßstab ermittelt wurden. Sie dienen eher Vergleichszwecken und werden, sofern amtliche Werte bekannt sind, ausgetauscht und gesondert gekennzeichnet.
Bei Plätzen sind die Maße in der Form a × b bei rechteckigen Anlagen oder a × b × c bei dreiecksförmigen Anlagen mit a als längster Kante dargestellt.
Der Zusatz (im Stadtteil) gibt an, wie lang die Straße innerhalb des Stadtteils ist, sofern sie durch mehrere Stadtteile verläuft.
- Namensherkunft: Ursprung oder Bezug des Namens.
- Datum der Benennung: Jahr der offiziellen Benennung oder der Ersterwähnung eines Namens, bei Unsicherheiten auch die Angabe eines Zeitraums.
- Anmerkungen: Weitere Informationen bezüglich anliegender Institutionen, der Geschichte der Straße, historischer Bezeichnungen, Baudenkmale usw.
- Bild: Foto der Straße oder eines anliegenden Objektes.

| Name/Lage                      | Straßen- schlüssel | Länge/Maße (in Metern) | Namensherkunft | Datum der Benennung | Anmerkungen | Bild                              |
| ------------------------------ | ------------------ | ---------------------- | --- | ------------------- | --- | --------------------------------- |
| Am Diggen (Lage)               | A211               | 0580                   | nach dem Begriff „Diggen“, der offenen Herdstelle im niedersächsischen Bauernhaus                                             | 1966                | Motivgruppe: Teile des niedersächsischen Bauernhauses | Am Diggen                         |
| Am Hüßelhus (Lage)             | A650               | 0050                   | nach dem Häußlerhaus (ndt. Hüßelhus)                                                                                          | 1989                | im Hüßelhus wohnten die Häuslinge genannten Landarbeiter eines benachbarten Hofes | Am Hüßelhus                       |
| Am Pavillon (Lage)             | A307               | 0670                   | nach einem hölzernen Pavillon eines Grundstücksbesitzers in dieser Straße                                                     | 1931                | | Am Pavillon                       |
| Appelbütteler Weg (Lage)       | A451               | 2120                   | Marmstorfer Ortsteil Appelbüttel                                                                                              | 1931                | | Appelbütteler Weg                 |
| Beutnerring (Lage)             | B757               | 0410                   | nach einer im 18. Jahrhundert in Marmstorf ansässigen Bauernfamilie Beutner                                                   | 1969                | | Beutnerring                       |
| Binnenfeld (Lage)              | B350               | 0690                   | nach einer Flurbezeichnung | 1931                | bereits 1667 als Im Binnenfelde erwähnt | Binnenfeld                        |
| Blangendöör (Lage)             | B805               | 0200                   | nach der Seitentür eines niedersächsischen Bauernhauses (ndt. blangen = neben, Döör = Tür)                                    | 1979                | Motivgruppe: Teile des niedersächsischen Bauernhauses | Blangendöör                       |
| Blütenstieg (Lage)             | B410               | 0130                   | frei gewählter Name | 1935                | | Blütenstieg                       |
| Bremer Straße (Lage)           | B594               | 1080 (im Stadtteil)    | Bundesland Bremen | 1856                | bis 1856 Bremer Chaussee; zwischen Steinikestraße und Lüneburger Straße komplett in Harburg, zwischen Steinikestraße und Gottschalkring nur die südöstliche Straßenhälfte, nordwestliche Straßenhälfte in Eißendorf, ebenso der weitere Straßenverlauf, ab Ernst-Bergeest-Weg südöstliche Straßenhälfte in Marmstorf, ab Vahrendorfer Stadtweg bis Landesgrenze komplett in Marmstorf | Bremer Straße                     |
| Dahlienweg (Lage)              | D009               | 0205                   | nach der Pflanze | 1935                | | Dahlienweg                        |
| Eddelbüttelkamp (Lage)         | E021               | 0115                   | Johann Christoph Eddelbüttel (1856–1930), langjähriger Gemeindevorsteher in Marmstorf                                         | 1950                | | Eddelbüttelkamp                   |
| Eißendorfer Waldweg (Lage)     | E318               | 0305 (im Stadtteil)    | nach der Lage durch das Waldgebiet Eißendorfer Sunder                                                                         | 1987                | westlich der A 261 in Eißendorf | Eißendorfer Waldweg               |
| Ekelshofweg (Lage)             | E116               | 0075                   | nach dem ehemaligen Ekelshof                                                                                                  | 1958                | Motivgruppe: alte Marmstorfer Hofnamen | Ekelshofweg                       |
| Elfenwiese (Lage)              | E139               | 0570                   | nach der Märchen- und Sagengestalt                                                                                            | 1950                | Motivgruppe: Märchen- und Sagengestalten | Elfenwiese                        |
| Ernst-Bergeest-Weg (Lage)      | E220               | 1200                   | Ernst Bergeest (1855–1924), Vollhufner, 40 Jahre Mitglied des Marmstorfer Gemeinderates                                       | 1931                | westliche Straßenhälfte zwischen Bremer Straße und Heino-Marx-Weg in Eißendorf | Ernst-Bergeest-Weg                |
| Fernblick (Lage)               | F090               | 0150                   | nach der gleichnamigen Baugenossenschaft und dem guten Ausblick auf einer Anhöhe                                              | 1931                | | Fernblick                         |
| Feuerberg (Lage)               | F099               | 0255                   | Herkunft unklar, möglicherweise in Anlehnung an den in Eißendorf gelegenen, 1667 erstmals erwähnten Fierbarg (heute Fuerberg) | 1931                | | Feuerberg                         |
| Feuerteichweg (Lage)           | F101               | 0150                   | nach dem dort gelegenen Löschwasserteich der Freiwilligen Feuerwehr                                                           | 1950                | | Feuerteichweg                     |
| Fichtenweg (Lage)              | F104               | 0175                   | Nadelbaum Fichte | 1935                | | Fichtenweg                        |
| Flett (Lage)                   | F152               | 0065                   | nach dem freien Mittelraum mit Herdstelle im niedersächsischen Bauernhaus                                                     | 1966                | Motivgruppe: Teile des niedersächsischen Bauernhauses | Flett                             |
| Flüggenhofstieg (Lage)         | F160               | 0100                   | nach dem ehemaligen Flüggenhof                                                                                                | 1955                | Motivgruppe: alte Marmstorfer Hofnamen | Flüggenhofstieg                   |
| Gärtnerweg (Lage)              | G008               | 0095                   | nach früher hier gelegenen Gärtnereien                                                                                        | 1930                | | Gärtnerweg                        |
| Garbersweg (Lage)              | G360               | 0400                   | Familie Garbers, im 19. Jahrhundert in Marmstorf wohnhaft                                                                     | 1969                | | Garbersweg                        |
| Haanbalken (Lage)              | G002               | 0225                   | nach dem obersten Tragebalken am Dach eines Hauses                                                                            | 1966                | Motivgruppe: Teile des niedersächsischen Bauernhauses | Haanbalken                        |
| Handweg (Lage)                 | H096               | 1050                   | nach einem auf einer Karte von 1800 erwähnten Hamm Weg                                                                        | 1930                | | Handweg                           |
| Heckenstieg (Lage)             | H214               | 0455                   | nach dort wachsenden Hecken                                                                                                   | 1931                | | Heckenstieg                       |
| Heimstättenweg (Lage)          | H281               | 0105                   | nach der hier gelegenen gleichnamigen Siedlung                                                                                | 1931                | | Heimstättenweg                    |
| Heino-Marx-Weg (Lage)          | H290               | 0825                   | Heino Carl Joachim Marx (1863–1920), Zündschnurfabrikant und Gemeindevertreter in Marmstorf                                   | 1931                | nördliche Straßenhälfte in Eißendorf | Heino-Marx-Weg                    |
| Helferichweg (Lage)            | H320               | 0230                   | Hans Helferich (1891–1945), Landrat des Kreises Harburg                                                                       | 1930                | | Helferichweg                      |
| Hempbergerweg (Lage)           | H344               | 0400                   | nach einer Flurbezeichnung (Hemp = Hanf)                                                                                      | 1950                | | Hempbergerweg                     |
| Hitzenbergen (Lage)            | H477               | 0765                   | nach einer Flurbezeichnung (Hitzen = Ziegen)                                                                                  | 1930                | | Hitzenbergen                      |
| Hölscherweg (Lage)             | H499               | 0200                   | Georg Hölscher (1866–1932), Gartenbauarchitekt, Gründer des Harburger Stadtparks                                              | 1950                | nördliche Straßenhälfte in Wilstorf | Hölscherweg                       |
| Hülsenstieg (Lage)             | H668               | 0130                   | nach einer Flurbezeichnung (ndt. Hülsen = Stechpalme)                                                                         | 1950                | | Hülsenstieg                       |
| Im Stubben ()                  | I050               | 0285                   | nach einer Flurbezeichnung | 1930                | | Im Stubben                        |
| In de Bans (Lage)              | I074               | 0125                   | nach der Abseite eines Bauernhauses, in der das Korn gelagert wurde                                                           | 1966                | Motivgruppe: Teile des niedersächsischen Bauernhauses | In de Bans                        |
| Irrweg (Lage)                  | I102               | 0095                   | Herkunft unklar | um 1930             | | Irrweg                            |
| Jägerfeldweg (Lage)            | J009               | 0625                   | in Anlehnung an die frühere volkstümliche Bezeichnung Jägerweg                                                                | 1950                | | Jägerfeldweg                      |
| Johnsstieg (Lage)              | J120               | 0155                   | in Anlehnung an den Johnsweg                                                                                                  | 1976                | | Johnsstieg                        |
| Johnsweg (Lage)                | J071               | 0175                   | Karl Johns (1851–1930), Hauptlehrer und Vorsitzender des Gemeinnützigen Bauvereins von Harburg-Wilhelmsburg und Umgebung      | 1931                | | \|                                |
| Kaiserbarg (Lage)              | K021               | 0360                   | nach einer früher hier ansässigen Familie Kaiser                                                                              | 1960                | | Kaiserbarg                        |
| Karnhofstieg (Lage)            | K084               | 0100                   | nach dem ehemaligen Karnhof                                                                                                   | 1955                | Motivgruppe: alte Marmstorfer Hofnamen | Karnhofstieg                      |
| Kassenhofweg (Lage)            | K092               | 0130                   | nach dem ehemaligen Kassenhof                                                                                                 | 1955                | Motivgruppe: alte Marmstorfer Hofnamen | Kassenhofweg                      |
| Kauershofweg (Lage)            | K114               | 0340                   | nach dem ehemaligen Kauershof                                                                                                 | 1958                | Motivgruppe: alte Marmstorfer Hofnamen | Kauershofweg                      |
| Kleefeld (Lage)                | K219               | 0270                   | nach der früheren Nutzung des Gebietes                                                                                        | 1930                | | Kleefeld                          |
| Knickberg (Lage)               | K292               | 0150                   | nach dem Begriff Knick für Hecke                                                                                              | 1950                | | Knickberg                         |
| Koboldweg (Lage)               | K305               | 0340                   | nach der Märchen- und Sagengestalt                                                                                            | 1960                | Motivgruppe: Märchen- und Sagengestalten | Koboldweg                         |
| Krönenbarg (Lage)              | K441               | 1070                   | nach einer Flurbezeichnung | 1955                | | Krönenbarg                        |
| Krönenfeld (Lage)              | K544               | 0110                   | in Anlehnung an den Krönenbarg                                                                                                | 1971                | | Krönenfeld                        |
| Langenbeker Weg (Lage)         | L037               | 1095                   | Hamburger Stadtteil Langenbek                                                                                                 | 1930                | | Langenbeker Weg                   |
| Leuchtkäferweg (Lage)          | L338               | 0450                   | nach dem gleichnamigen Käfer                                                                                                  | 1971                | Motivgruppe „Käfer“ (überwiegend in Sinstorf); südliche Straßenhälfte in Sinstorf | Leuchtkäferweg                    |
| Lürader Weg (Lage)             | L285               | 0730                   | Marmstorfer Ortsteil Lürade                                                                                                   | 1931                | | Lürader Weg                       |
| Märchenweg (Lage)              | M009               | 0210                   | in Anlehnung an die östlich des Marmstorfer Wegs gelegene Straßengruppe mit Märchen- und Sagengestalten                       | 1931                | | Märchenweg                        |
| Maldfeldstraße (Lage & Lage)   | M384               | 0785 (im Stadtteil)    | Konrad Maldfeld (1926–1974), Baudirektor                                                                                      | 1976                | westlicher Teil in Marmstorf, östlicher Teil in Sinstorf, zu großen Teilen auch auf niedersächsischem Gebiet verlaufend | Maldfeldstraße (Hamburg-Sinstorf) |
| Marienkäferweg (Lage)          | M049               | 0755                   | nach dem gleichnamigen Käfer                                                                                                  | 1951                | Motivgruppe „Käfer“ (überwiegend in Sinstorf); nur nördliche Straßenhälfte zwischen Prachtkäfer- und Hirschkäferweg in Marmstorf, sonst komplett in Sinstorf | Marienkäferweg                    |
| Marmstorfer Poststraße (Lage)  | M062               | 1285                   | nach der Bestimmung als Teil des ehemaligen Postweges zwischen Hamburg und Bremen                                             | 1950                | östliche Straßenhälfte zwischen Marienkäferweg und Sinstorfer Kirchweg in Sinstorf, sonst komplett in Marmstorf | Marmstorfer Poststraße            |
| Marmstorfer Schützenweg (Lage) | M421               | 0170                   | nach den Marmstorfer Schützen                                                                                                 | 1993                | | Marmstorfer Schützenweg           |
| Marmstorfer Weg (Lage)         | M063               | 0870 (im Stadtteil)    | Hamburger Stadtteil Marmstorf                                                                                                 | 1889                | östliche Straßenhälfte zwischen Bremer Straße und Hohe Straße in Harburg, westliche Seite in Eißendorf, im weiteren Verlauf bis Heino-Marx-Weg auf der Grenze zwischen Eißendorf und Wilstorf verlaufend, zwischen Heino-Marx-Weg und Hölscherweg auf der Grenze zwischen Marmstorf und Wilstorf, südlich des Hölscherwegs komplett in Marmstorf                                      | Marmstorfer Weg                   |
| Mattenhofstieg (Lage)          | M088               | 0115                   | nach dem ehemaligen Mattenhof                                                                                                 | 1958                | Motivgruppe: alte Marmstorfer Hofnamen | Mattenhofstieg                    |
| Meinshofstieg (Lage)           | M123               | 0115                   | nach dem ehemaligen Meinshof                                                                                                  | 1958                | Motivgruppe: alte Marmstorfer Hofnamen | Meinshofstieg                     |
| Moorlage (Lage)                | M272               | 0595 (im Stadtteil)    | nach einem „Moorlahde“ benannten Flurstück                                                                                    | 1930                | östlicher Teil ab Engelbek in Langenbek | Moorlage                          |
| Nixenstieg (Lage)              | N136               | 0130                   | nach der Märchen- und Sagengestalt                                                                                            | 1950                | Motivgruppe: Märchen- und Sagengestalten | Nixenstieg                        |
| Nymphenweg (Lage)              | N184               | 0525                   | nach der Märchen- und Sagengestalt                                                                                            | 1935                | Motivgruppe: Märchen- und Sagengestalten; ab Beginn des Sandweges nördlicher Teil in Wilstorf, sonst in Marmstorf | Nymphenweg                        |
| Osterfeldweg (Lage)            | O140               | 0610                   | |                     | |                                   |
| Reimersweg (Lage)              | R126               | 0150                   | nach dem vormals hier gelegenen Reimershof                                                                                    | 1930                | | Reimersweg                        |
| Rüterskamp (Lage)              | R352               | 0225                   | nach der alten Flurbezeichnung Rütersberg                                                                                     | 1930                | | Rüterskamp                        |
| Rundblick (Lage)               | R369               | 0145                   | nach der guten Aussicht in der erhöht gelegenen Straße (ähnlich wie der benachbarte Fernblick)                                | 1952                | im Volksmund wurde diese Stelle früher Botterbarg genannt | Rundblick                         |
| Schafshagenberg (Lage)         | S103               | 0760                   | nach der alten Flurbezeichnung Schafhagen                                                                                     | 1930                | | Schafshagenberg                   |
| Sinstorfer Weg (Lage)          | S458               | 0730 (im Stadtteil)    | Hamburger Stadtteil Sinstorf                                                                                                  | 1950                | westliche Straßenhälfte zwischen Moorlage und Leuchtkäferweg in Sinstorf, ab Leuchtkäferweg nördlich komplett in Marmstorf | Sinstorfer Weg                    |
| Snittershofstieg (Lage)        | S468               | 0075                   | nach dem ehemaligen Snittershof                                                                                               | 1958                | Motivgruppe: alte Marmstorfer Hofnamen | Snittershofstieg                  |
| Spörgelweg (Lage)              | S553               | 0135                   | nach dem gleichnamigen Nelkengewächs                                                                                          | 1950                | | Spörgelweg                        |
| Stubbenberg ()                 | S876               | 0200                   | nach einer Flurbezeichnung (Stubben = Baumstumpf)                                                                             | 1978                | | Stubbenberg                       |
| Suerfeld (Lage)                | S803               | 0175                   | nach einer Flurbezeichnung | 1930                | | Suerfeld                          |
| Tanneck (Lage)                 | T011               | 0150                   | nach einer Flurbezeichnung | 1930                | | Tanneck                           |
| Ulenlock (Lage)                | U016               | 0140                   | nach dem Loch im Giebel unter dem Dachfirst                                                                                   | 1966                | Motivgruppe: Teile des niedersächsischen Bauernhauses | Ulenlock                          |
| Up den Wiemen (Lage)           | U038               | 0460                   | nach den Sitzstangen der Hühner                                                                                               | 1966                | Motivgruppe: Teile des niedersächsischen Bauernhauses | Up den Wiemen                     |
| Urnenhang (Lage)               | U048               | 0200                   | nach hier entdeckten vorgeschichtlichen Urnengräbern                                                                          | 1971                | | Urnenhang                         |
| Vahrendorfer Stadtweg (Lage)   | V003               | 0645 (im Stadtteil)    | Vahrendorf, Gemeindeteil von Rosengarten in Niedersachsen                                                                     | 1937                | nur südliche Straßenhälfte zwischen Bremer Straße und etwa Höhe Autobahndreieck Hamburg-Südost in Marmstorf, sonst in Eißendorf | Vahrendorfer Stadtweg             |
| Vogelhüttenberg (Lage)         | V059               | 0100                   | nach einer Flurbezeichnung | 1930                | | Vogelhüttenberg                   |
| Westerheide (Lage)             | W194               | 0150                   | nach einer Flurbezeichnung | 1931                | | Westerheide                       |
| Wittenhofstieg (Lage)          | W336               | 0155                   | nach dem ehemaligen Wittenhof                                                                                                 | 1958                | Motivgruppe: alte Marmstorfer Hofnamen | Wittenhofstieg                    |
| Zum Jägerfeld (Lage)           | Z072               | 0125                   | in Anlehnung an den Jägerfeldweg                                                                                              | 1971                | | Zum Jägerfeld                     |